# Pozán de Vero
Pozán de Vero ist eine nordspanische Gemeinde (municipio) mit 235 Einwohnern (Stand: 2024) im Westen der Provinz Huesca in der Autonomen Region Aragonien.

## Lage und Klima
Pozán de Vero liegt etwas südlich der Sierra de la Carrodilla etwa 35 Kilometer (Fahrtstrecke) ostsüdöstlich der Provinzhauptstadt Huesca in einer durchschnittlichen Höhe von etwa 450 m. Durch die Gemeinde fließt der Río Vero. Dieser kreuzt sich mit dem Canal de Cinca. Das Klima ist warm und gemäßigt (die Winter sind relativ kalt, die Sommer heiß); Regen (ca. 570 mm/Jahr) fällt übers Jahr verteilt.

## Bevölkerungsentwicklung
| 1991 | 2001 | 2011 | 2020 |
| ---- | ---- | ---- | ---- |
| 268  | 243  | 239  | 214  |

## Sehenswürdigkeiten

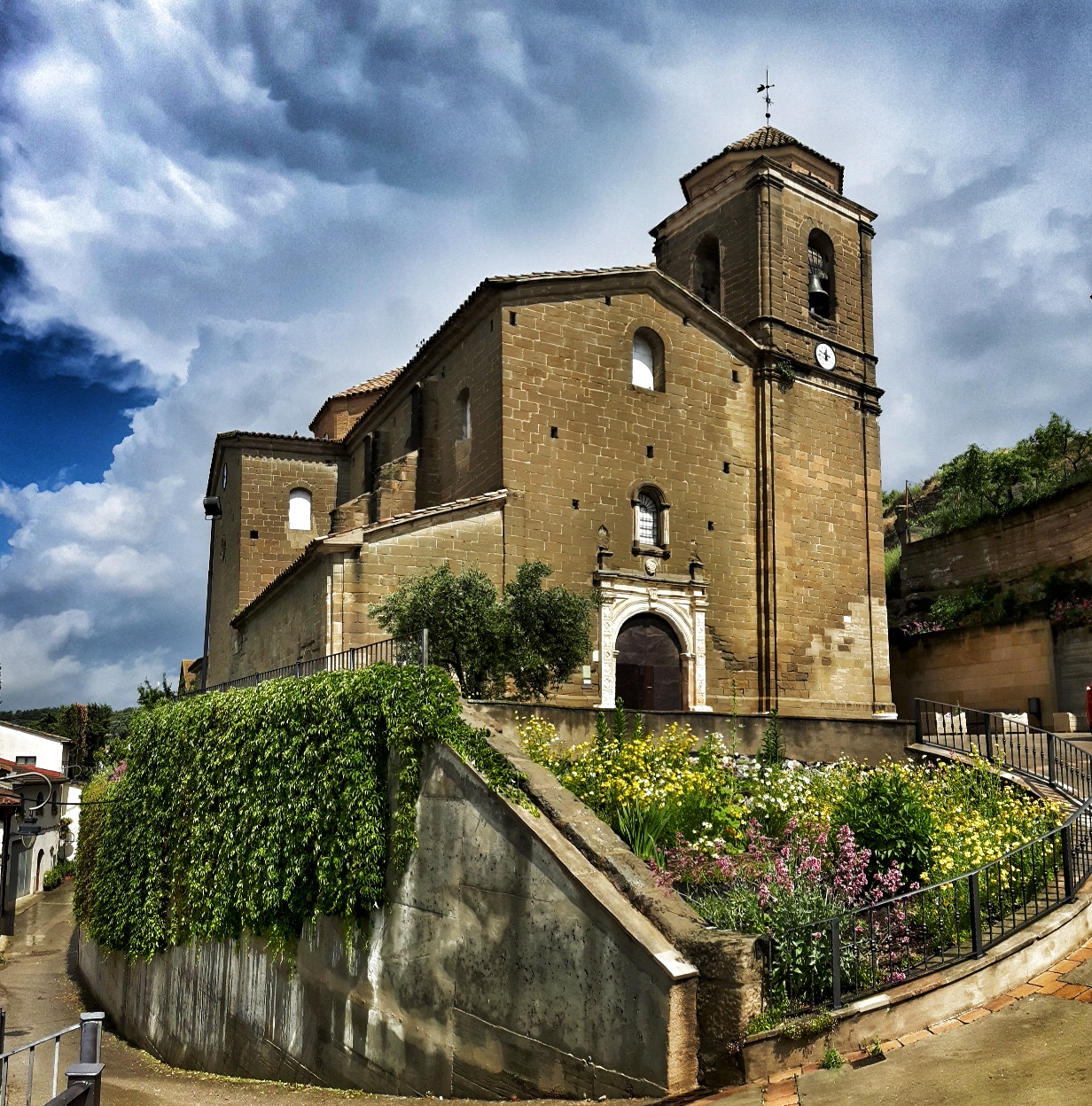
Kirche Mariä Himmelfahrt

- Kirche Mariä Himmelfahrt